# Bandikut nosatý
Bandikut nosatý (Perameles nasuta) je savec žijící na východním pobřeží Austrálie. má poměrně dlouhý nos a na zádech nemá pruhy.

## Výskyt
Vyskytuje se v celé východní Austrálii až po jižní Victorii, avšak v úzkém pruhu podél pobřeží. Obvykle nepřekračuje západní svahy Velkého předělového pohoří. Obývá oblasti od hustého deštného lesa až po krajinu s řídkým porostem.

## Základní data
Délka bandikuta nosatého je 30 až 42 cm. Jeho hmotnost je přibližně 850 až 1100 g.

## Zajímavosti
Bandikuti vypadají jako malá prasátka. Pomocí nosu hledají na zemi a ve spadaném listí potravu, obzvláště hmyz a jeho larvy, ale i rostlinnou potravu. Pronikají i do okrajových částí měst, např. Sydney, kde v noci prohrabují zahrady. Zahradníci je proto pronásledují jako škůdce.
Slovo bandikut pochází z indického drávidského jazyka Telugu, kde slovo pandi kottu nebo pandi kokku znamená "prasečí krysa". Původně se vztahovalo na jiné zvíře - velkou indickou krysu bandikotu(Bandicota indica a B. bengalensis), která se bandikutovi podobá velikostí i dlouhým čenichem. Na australské bandikuty toto jméno přenesli až Angličané v 19. století. Ve starší české literatuře se pro bandikuty používalo jméno vakojezevci.